# Yorick Haan
Yorick Jan Haan (Hardenberg, 10 mei 1974) is een Nederlands politicus. Van februari 2010 tot juni 2013 was hij burgemeester van Vlieland. Daarvoor was hij wethouder in Schiedam namens de lokale partij Progressief Schiedam en eerder de Socialistische Partij. Sinds 2022 is Haan gemeenteraadslid en fractievoorzitter in Schiedam namens GroenLinks.

## Loopbaan
Yorick Haan studeerde vanaf 1993 maatschappijgeschiedenis aan de Erasmus Universiteit Rotterdam. In 1995 brak hij de studie af en trad hij in dienst van de Socialistische Partij, waarvan hij sinds 1992 lid was. Hij was assistent van partijsecretaris Tiny Kox, webmaster van de internetsite van de SP en grafisch vormgever van de media-afdeling. Van 2000 tot 2002 werkte Haan voor een reclamebureau. Vervolgens was hij tot 2006 medewerker van de fractie van de SP in de Tweede Kamer.
Van 1996 tot 1998 was Haan lid van de Rotterdamse deelgemeenteraad IJsselmonde en vanaf 1998 lid van de gemeenteraad van Schiedam. In 1999 werd hij fractievoorzitter. Hij zat in 2002 een raadsenquêtecommissie voor die onderzoek deed naar een lokale asbestzaak. Dit was de eerste keer in Nederland dat er een enquêtecommissie werd ingesteld door een gemeenteraad. Na de gemeenteraadsverkiezingen 2006 kwam de SP in Schiedam in het college en werd Haan wethouder. Hij was onder andere belast met bouwen, wonen en milieu, dierenwelzijn, verkeer en vervoer, beheer openbare ruimte, facilitaire zaken en ICT. Samen met een deel van zowel het afdelingsbestuur als de fractie van de SP in Schiedam besloot Haan in 2009 het lidmaatschap van de partij op te zeggen. Ze vonden dat de landelijke SP zich te veel manifesteert als oppositiepartij en weinig oog heeft voor afdelingen die bestuurlijke verantwoordelijkheid dragen en voelden zich tegengewerkt.
Haan bleef als onafhankelijk politicus wethouder in Schiedam. Met andere oud-SP'ers richtte hij de lokale partij Progressief Schiedam op, met als doel deelname aan de gemeenteraadsverkiezingen 2010. Haan werd gekozen als lijsttrekker, maar trok zich terug toen hij in december 2009 werd voorgedragen als burgemeester van Vlieland. Hij werd op 18 februari 2010 door de Friese Commissaris van de Koningin John Jorritsma geïnstalleerd.
Op 17 juni 2013 zegde de gemeenteraad van Vlieland het vertrouwen in hem op. Aanleiding hiervoor was de mishandeling van Haan een aantal dagen eerder door een bewoner van het eiland. De achtergrond van het incident zou in de relationele sfeer liggen, iets dat Haan ontkende en als roddel afdeed. Commissaris van de Koning John Jorritsma benoemde nog dezelfde dag Ella Schadd-de Boer als waarnemend burgemeester van Vlieland.
In 2014 werd Haan aangesteld als interim-manager en hoofdredacteur van Look TV en Radio Schiedam. Hij was adviseur van GroenLinks in Schiedam en werd lijsttrekker namens deze partij bij de gemeenteraadsverkiezingen 2022 in Schiedam. Hij werd gekozen als raadslid en is voorzitter van een vierkoppige fractie.